# IJsselmeer

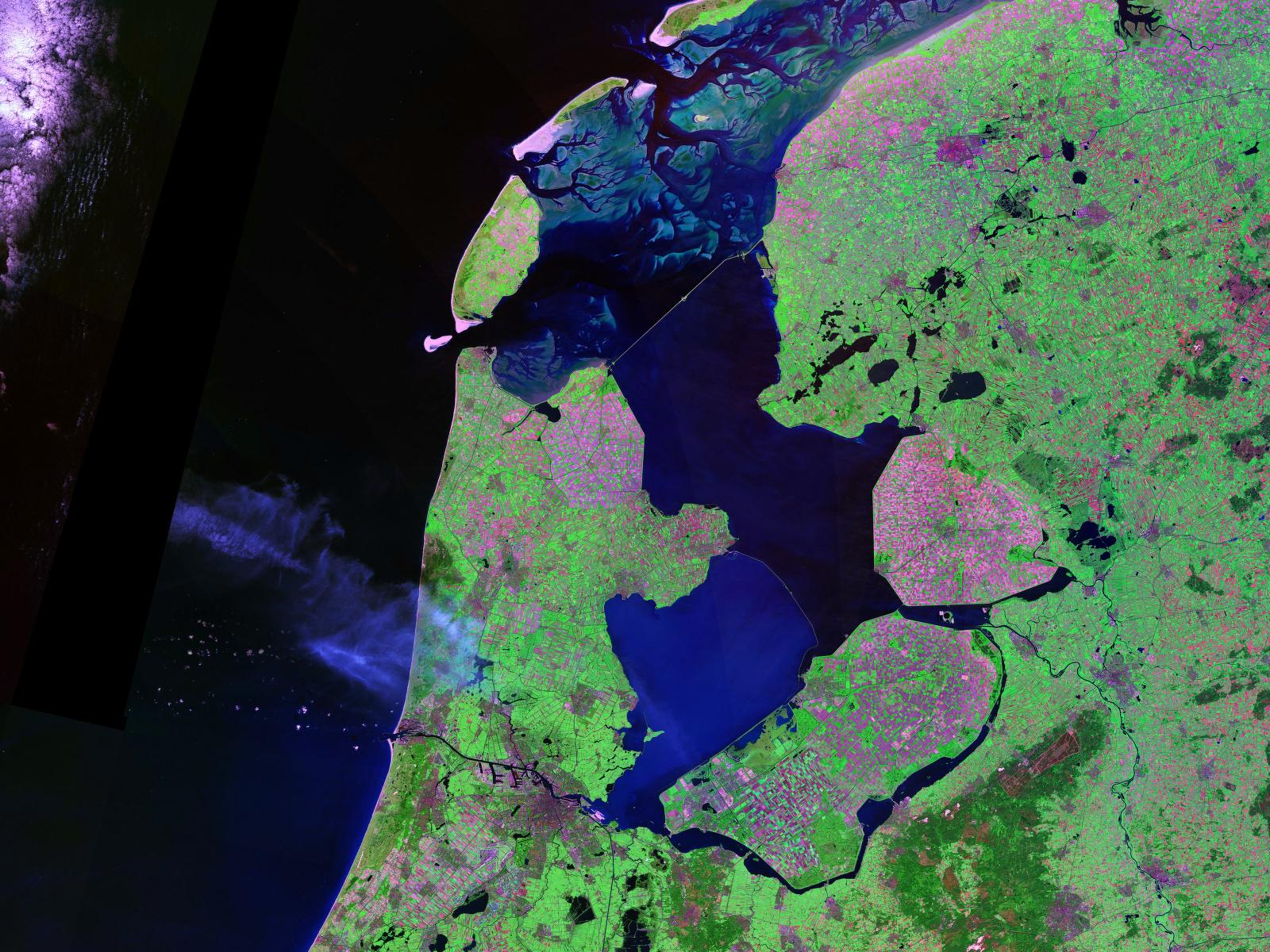
Satellitbild.

Ĳsselmeer (nederländskt uttal: [ɛi̯.səɫ.ˈmeːr]) är den insjö i Nederländerna som 1932 uppstod genom uppförandet av en dammbyggnad i Zuiderzee, en vik av Nordsjön. Insjön ligger något under havets nivå, och har en yta på 1100 km². Längs spärrdammen Afsluitdijk, som har förbindelse med Nordsjön genom slussar, löper en bilväg. Vatten från regn och åar släpps ut till havet vid lågt tidvatten.
Stora delar av insjön har blivit torrlagda varvid det har bildats poldrar, som tillsammans utgör provinsen Flevoland. Ĳsselmeer är den största sjön i västra Europa (norra Europa ej medräknat), och var förr större, men en del kallad Markermeer avskildes 1975 av en dammbyggnad. Det fanns länge planer på att bygga poldern Markerwaard i Markermeer, men det beslutades 2003 att Markerwaard inte skulle byggas.